# تروی (میزوری)
تروی (به انگلیسی: Troy) شهری در شهرستان لینکلن ایالت میزوری است که جمعیت آن در سرشماری سال ۲۰۱۰ میلادی ۱۰٫۵۴ نفر بوده است.